# Terry Stacey
Terrence C. Stacey (* 24. Juli 1962 in Sussex, England) ist ein britischer Kameramann.

## Karriere
Nach seinem Studienabschluss an der University of Manchester zog Terrence Stacey nach New York City, wo er beim Collective for Living Cinema arbeitete und mit Super-8-Filmen experimentierte, bevor er anschließend als Dokumentarfilmer die Welt bereiste und mit dem gewonnenen Renommee als Kameramann für Musikvideos Arbeit fand. 1997 zog er nach Los Angeles, wo er seitdem für Filme wie In den Schuhen meiner Schwester,  P.S. Ich liebe Dich und Das Leuchten der Stille hinter der Kamera stand.

## Filmografie (Auswahl)
- 1999: The Dream Catcher – Auf der Spur der Träume  (The Dream Catcher)
- 1999: Trick
- 2000: Happy Accidents
- 2001: Wendigo – Dem Bösen geweiht (Wendigo)
- 2002: Just a Kiss
- 2002: The Laramie Project
- 2003: American Splendor
- 2004: The Door in the Floor – Die Tür der Versuchung (The Door in the Floor)
- 2005: In den Schuhen meiner Schwester (In Her Shoes)
- 2006: Freunde mit Geld (Friends With Money)
- 2006: Wanderlust
- 2007: Nanny Diaries (The Nanny Diaries)
- 2007: P.S. Ich liebe Dich (P.S. I Love You)
- 2009: Adventureland
- 2009: Das schwarze Herz (Tell-Tale)
- 2010: Das Leuchten der Stille (Dear John)
- 2010: Just Wright – In diesem Spiel zählt jeder Treffer (Just Wright)
- 2010: Der letzte Gentleman (The Extra Man)
- 2011: 50/50 – Freunde fürs (Über)Leben (50/50)
- 2011: Lachsfischen im Jemen (Salmon Fishing in the Yemen)
- 2011: Take Me Home Tonight
- 2013: Safe Haven – Wie ein Licht in der Nacht (Safe Haven)
- 2013: 21 & Over
- 2014: Sieben verdammt lange Tage (This Is Where I Leave You)
- 2014: Die Coopers – Schlimmer geht immer (Alexander and the Terrible, Horrible, No Good, Very Bad Day)
- 2015: Flesh and Bone (Fernsehserie, 7 Episoden)
- 2016: The Confirmation
- 2016: Elvis & Nixon
- 2016: Chance (Fernsehserie, 6 Episoden)
- 2017: Bailey – Ein Freund fürs Leben (A Dog’s Purpose)
- 2018: Criminal Squad (Den of Thieves)
- 2018: Der ägyptische Spion, der Israel rettete (The Angel)
- 2021: Killer’s Bodyguard 2 (The Hitman’s Wife’s Bodyguard)
- 2025: Criminal Squad 2 (Den of Thieves 2: Pantera)